# Mario Haas
Mario Haas (Graz, Àustria, 16 de setembre de 1974) és un exfutbolista austríac. Va disputar 43 partits amb la selecció d'Àustria.